# جغد-باز شمالی

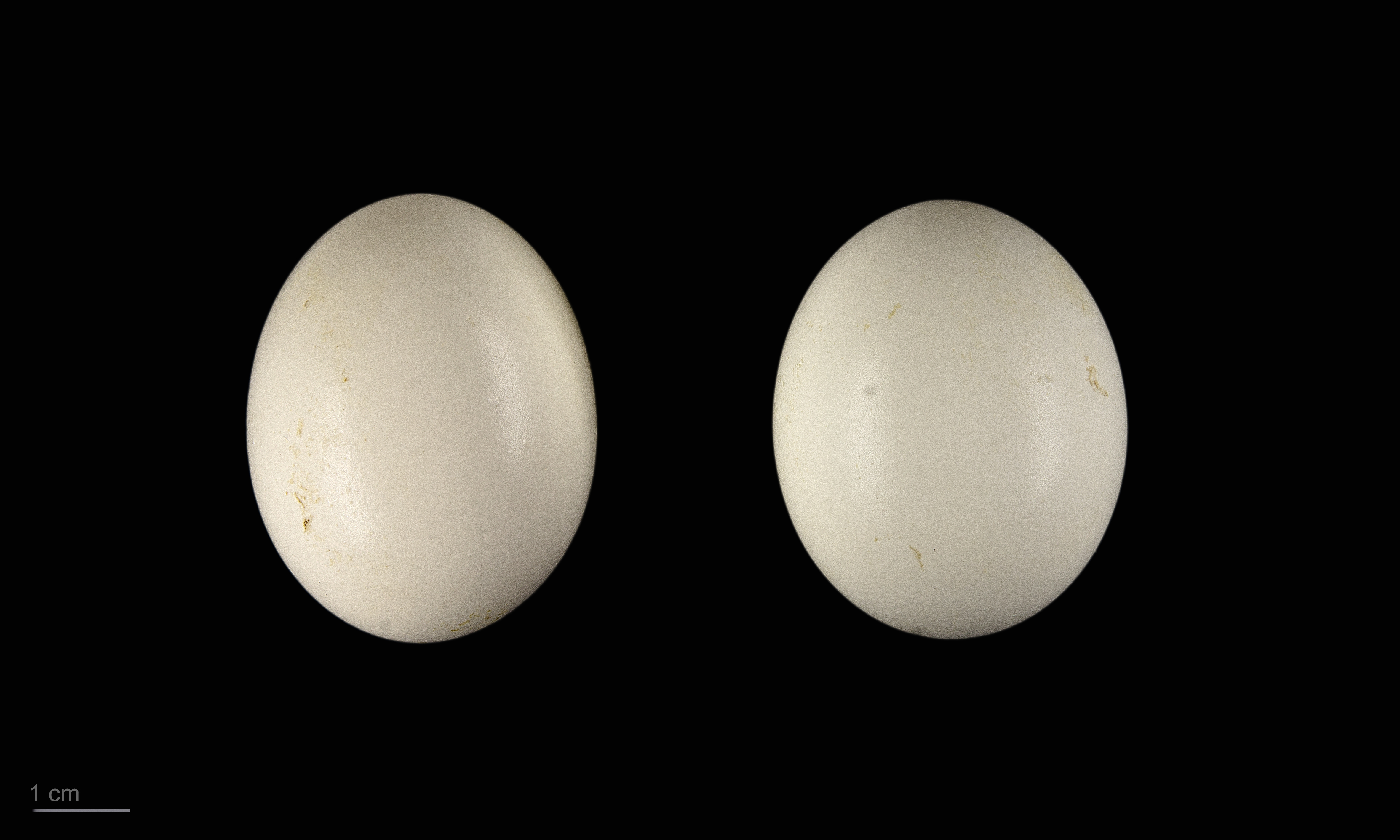
Surnia ulula ulula

جغد-باز شمالی (نام علمی: Surnia ulula) نام یک گونه از تیره جغدان راستین است.